# استراحة الخميس (كتاب)
استراحة الخميس كتاب جمع فيه الكاتب السعودي غازي القصيبي مجموعة من مقالاته الصحفية التي كتبها بحس أدبي ساخر، وصدرت الطبعة الأولى من الكتاب عام 2000م.

## محتوى الكتاب
الكتاب عبارة عن مجموعة مقالات كتبها القصيبي لعدد من الصحف مثل الشرق الأوسط، والوطن، وقرر جمعها وإعادة نشرها في هذا الكتاب عام 2000.

## اقتباسات من الكتاب
دبلوماسيات
"في التعامل مع الرجل لا تقل: لا أستطيع حضور حفلك لأن حفلاتك تقتلتني مللاً. وقل: كنت أتطلع إلى الحضور لولا أنني مرتبط غداً مع طبيب الأسنان.
لا تقل وزنك زاد. قل: صحتك تحسنت.
لا تقل: شاب شعرك. قل: من أين حصلت على هذا الصبغ الرمادي الجميل؟
لا تقل: ما هذه الكرافتة القبيحة. وقل: أشهد بالله أن هذه كرافتة فريدة من نوعها".
**
"الشعراء لا يولدون إلا عندما يموتون، ولا تنضح شاعريتهم إلا بعد عشرات السنين من موتهم، ولا تظهر عبقريتهم إلا بعد مرور مئات السنين من رحيلهم".

## وصلات خارجية
الكتاب المسموع: استراحة الخميس "الشعر العربي ظاهرة إلقائية غير صحية"